# 樹突狀細胞
樹突細胞（英語：dendritic cell，簡稱DC）又稱樹狀細胞、樹突狀細胞，是一種存在於哺乳動物的一種白血球。它存在於血液和暴露於環境中的組織中，如皮膚和鼻子、肺、胃和小腸的上皮組織。它們的作用是調節對當前環境刺激的先天和後天免疫反應。它最重要的功能是將抗原處理後呈遞給免疫系統的T細胞，故是一種抗原呈递细胞。
它們通常少量分布於與外界接觸的皮膚與黏膜部位，皮膚處特稱為蘭格漢氏細胞，黏膜處則為鼻子、肺、胃與腸的內襯上皮。血液中也可發現他們的未成熟型式。他們被活化時，會移至淋巴結與T細胞與B細胞互相作用，進行初步的活性化，以刺激與控制適當的免疫反應。
在一段成長過程中他們長出樹枝狀的突起，原文dendrite來自希臘文 [δενδρίτης] 错误：{{Lang}}：無法辨識代碼 gre（帮助）（dendrítis，與樹有關的），意指樹狀的細胞，與神經元樹突的名稱同源。然而，儘管神經元也有相似的部位，但樹突細胞與神經元間並無特殊關聯。未成熟的樹狀細胞（iDC）亦稱隱蔽細胞（veiled cell），不若樹枝狀的突起，它們具有吞噬功能。

## 歷史
樹狀細胞最早於1868被保罗·兰格尔翰斯發現，當時他依據樹突般的突起，將樹狀細胞視作神經元的一種，直到1973年，才由皮膚科醫師Inga Silberberg指出這種細胞是在免疫中發揮功用。同年，拉尔夫·斯坦曼和赞威尔·A·科恩兩人首次以「dendritic cells」一詞稱呼這種細胞，「樹突細胞」之名遂由此伊始。为表彰斯坦曼對研究树突状细胞於後天免疫系統中作用的貢獻，他被授予2007年的拉斯克奖基础医学研究奖和2011年的诺贝尔生理学或医学奖（与布鲁斯·博伊特勒与朱尔·奥夫曼分享）。

## 外部連結
- Research activities, Website of the Center for Infection and Immunity of Lille contains information on DCs and their study in research
- 醫學主題詞表（MeSH）：Dendritic+Cells
- www.dc2007.eu : 5th International Meeting on Dendritic Cell Vaccination and other Strategies to tip the Balance of the Immune System
- Website of Ralph M. Steinman at The Rockefeller University contains information on DCs, links to articles, pictures and videos
- Cancer 'danger receptor' found （页面存档备份，存于）, BBC News, 15 February 2009